# Hakeem Araba
Hakeem Araba (Inglaterra; 12 de febrero de 1991) es un futbolista inglés de origen nigeriano. Juega como delantero y actualmente milita en Falkenbergs FF de la Superettan.

## Clubes
| Club                      | País       | Año           |
| ------------------------- | ---------- | ------------- |
| Peterborough United F. C. | Inglaterra | 2007          |
| Boston United FC (Cedido) | Inglaterra | 2007 - 2008   |
| Dag and Red               | Inglaterra | 2008 - 2010   |
| Bishop's Stortford        | Inglaterra | 2010 - 2011   |
| Bromley FC                | Inglaterra | 2011 - 2012   |
| East Thurrock             | Inglaterra | 2012          |
| Whitehawk F.C.            | Inglaterra | 2012          |
| Lowestoft Town F.C.       | Inglaterra | 2012 - 2013   |
| AEK Kouklia FC            | Chipre     | 2013-2014     |
| Ermis Aradippou           | Chipre     | 2014          |
| Panthrakikos              | Grecia     | 2015          |
| Falkenbergs FF            | Suecia     | 2015-presente |